# Strzępiak gruszkowonny
Strzępiak gruszkowonny (Inocybe pyriodora (Pers.) P. Kumm) – gatunek grzybów należący do rodziny strzępiakowatych (Inocybaceae).

## Morfologia
Kapelusz: średnicy 4 do 8 cm, dość mięsisty, początkowo dzwonkowaty, później rozszerza się, w kolorze ochry, w środku ciemniejszy, pokryty włóknami lub ciemniejszymi łuskami, z  postrzępionym brzegiem .
Blaszki: karbowane, w młodym wieku kremowe, później brązowo-cynamonowe.
Trzon: Cylindryczny, nieco grubszy u nasady, białawy z małymi czerwonawymi włóknami, z wyjątkiem górnej części, która jest biała i łuszcząca się.
Miąższ: Gruby, białawy, po zetknięciu z powietrzem natychmiast przybiera kolor brudnego różu. Grzyb trujący.

## Systematyka i nazewnictwo
Pozycja w klasyfikacji według Index Fungorum: Inocybe, Inocybaceae, Agaricales, Agaricomycetidae, Agaricomycetes, Agaricomycotina, Basidiomycota, Fungi.
Obecną polską nazwę podał Nespiak w 1990.

## Występowanie i siedlisko
Występuje Ameryce Północnej i Europie, w tym w Polsce. Rośnie na glebach żyznych, wapiennych, w lasach liściastych i iglastych, na ściółce, na ziemi.